# Dr. Katzenbergers Badereise

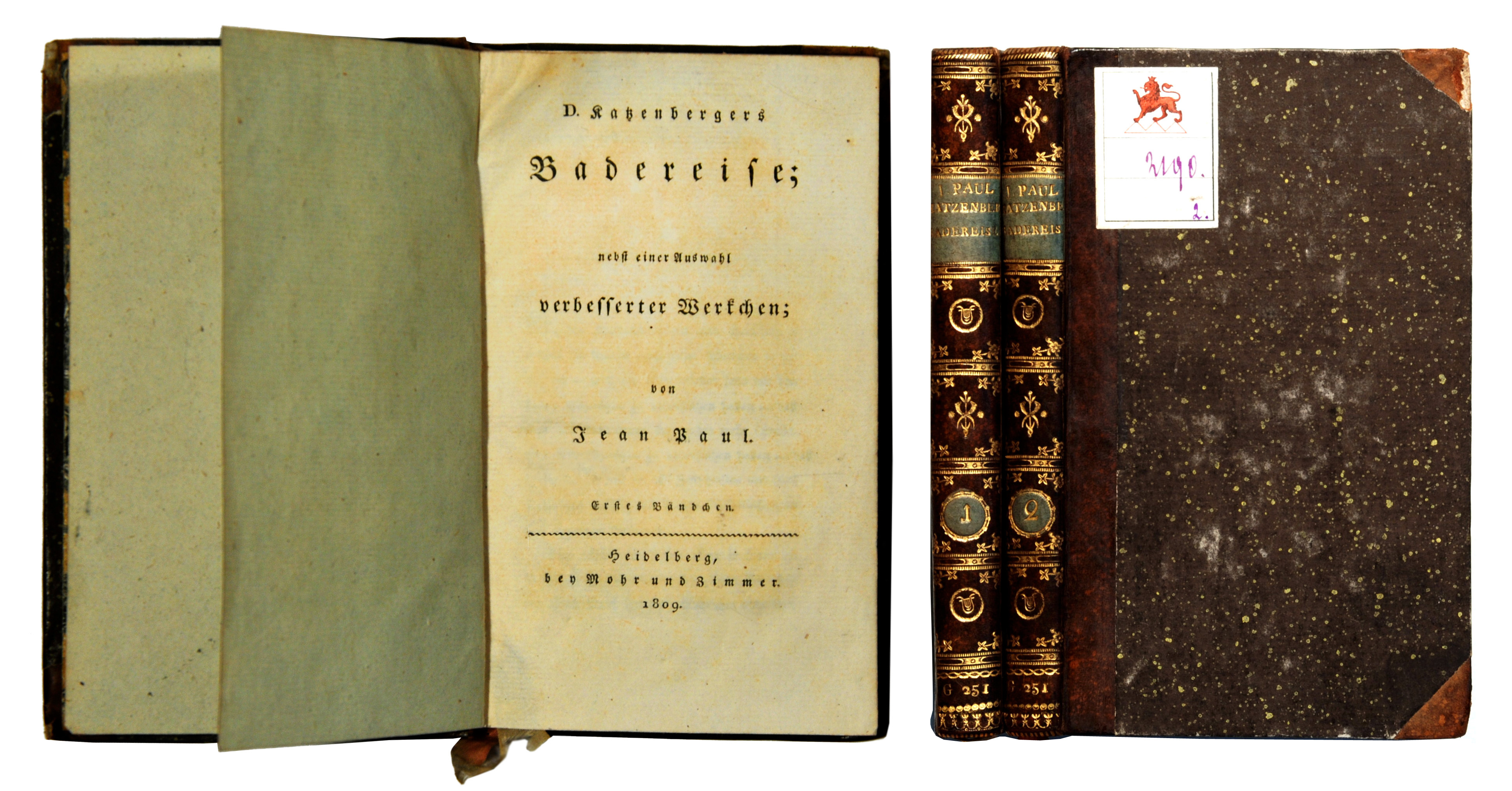
Titelblatt und zeitgenössischer Einband des Erstdrucks

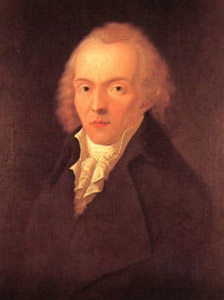
Jean Paul um 1797

Dr. Katzenbergers Badereise ist eine Satire von Jean Paul, die – 1807/1808 entstanden – Ostern 1809 bei Mohr und Zimmer in Heidelberg erschien. 1822 erlebte der Autor die Neuauflage des Werkes.

## Inhalt
Der „verwittibte ausübende Arzt und anatomische Professor Katzenberger von der Universität Pira im Fürstentume Zäckingen“ sucht Gesellschaft für die Reise nach Bad Maulbronn. Schließlich meldet sich Herr Theudobach von Nieß. Katzenberger reist noch mit seiner einzigen Tochter Theoda, beabsichtigt jedoch keine Badekur, sondern macht sich geschäftlich auf den Weg. Der Maulbronner Brunnenarzt Strykius hat Katzenbergers drei Hauptwerke giftig rezensiert. Für diese Schmähungen an der Ehre will der Autor den Rezensenten „beträchtlich ausprügeln“.
Nieß gibt vor, er treffe in Maulbronn mit seinem Freunde, dem großen Bühnendichter Theudobach, zusammen. Nieß und Theudobach aber sind ein und dieselbe Person. Theoda, ahnungslos, sehnt das Rendezvous mit dem Dichter, dem Autor des bekannten Stückes „Der Ritter einer besseren Zeit“, herbei. Auf der Fahrt nach Maulbronn fragt das junge Mädchen in der Kutsche Nieß über Theudobach aus. Hat der Dichter eine Braut? Nieß muss verneinen, will die blühende Jungfrau gewinnen, bringt jedoch nicht den Mut auf. In Maulbronn dann macht der Zufall seine Absicht zunichte. Herr von Nieß lädt die Badegesellschaft zu einem musikalischen Deklamatorium des besten Theudobachischen Stückes ein. In dem Konzertsaal kommt der junge preußische Militärschriftsteller Hauptmann von Theudobach vorbei und beansprucht den Namen zu Recht für sich. Da hilft es auch nicht, dass Nieß sich Theoda als Theudobach von Nieß erklärt. Der Hauptmann mit dem „blühenden Gesicht und Leben“ macht bei Theoda das Rennen, und der Deklamator Nieß purzelt von seinem hohen Siegwagen herab. Der „ewige Bund des Lebens zwischen zwei festen und reinen Herzen“ wird geschlossen.
Die Liebenden benötigen nur noch das Vater-Ja. Das Paar packt Katzenberger bei seiner „naturhistorischen Unersättlichkeit“. Der Vater der Braut gibt sein „bedingtes Ja“: Falls der Hauptmann dort in Preußen wirklich ein Landgut besitzt mit einer „Höhle voll Bärenknochen“, dann soll die Hochzeit sein. Katzenberger, reisefreudig, will sich persönlich von Rittergut und Bärenhöhle überzeugen. Alles wird gut. Jean Paul bietet dem Leser ein Happyend. Wie könnte es anders sein! Meint doch Katzenberger, ein Mädchen könne man – bei aller väterlichen Liebe – nicht zeitig genug an einen wackeren jüngeren Mann weitergeben.
Und Theoda ihrerseits liebt den Vater auch – trotz aller seiner Schwächen, lobt sein Feuer für die Wissenschaft, beklagt sein Los des gelehrten einsamen Riesen. Der Schwächen sind nicht wenige. Die Rachsucht, also die Bestrafung des frechen Rezensenten, wurde bereits genannt. Bereits auf der Reise nach Maulbronn waren weitere Absonderlichkeiten ans Tageslicht gekommen. Eine Gastwirtin wollte nichts von Katzenberger wissen, weil sie ihn von früher her als Kammerjäger in Erinnerung hatte. Kanker hatte Katzenberger auf die Semmelschnitte gestrichen, hatte fette runde Spinnen verzehrt. Die frisch im Wirtshauskeller gejagten Tiere hatten ihm geschmeckt wie Haselnüsse. Weiter teilt der allwissende Erzähler mit: Katzenbergers Faible für die Anatomie gehe so weit, dass er jeden Patienten, der seine künftige Leichenöffnung schon vorab gestatte, umsonst in die Kur nehme. Und ganz besonders sei der Anatomie-Professor am Studium jeglicher Missbildung interessiert. Zu diesem Behufe würde er sogar mit einer weiblichen Missgeburt in den Stand der Ehe treten, wenn sie sonst nicht wohlfeiler zu haben wäre. So ist es auch nicht weiter verwunderlich, wenn Katzenberger auf der Reise einen „gut ausgestopften, achtbeinigen Doppelhasen“, so ein zusammengewachsenes Hasen-tête-à-tête, aus einer Apotheke stiehlt und seinem Widerpart Strykius „eine alte abgedürrte Hand mit sechs Fingern“ abluchst. Der Anatom sammelt munter auf dem Gottesacker Knochen ein und will unterwegs einen Abstecher zur Hinrichtung eines Posträubers machen. An dem Gehenkten könnte man doch galvanische Versuche machen. Gleich nachdem Theodas beste Freundin ein Kind geboren hat, erkundigt Katzenberger sich: „Der Junge ist wohl höchst regelmäßig gebaut?“ und verhehlt damit schlecht und recht sein wissenschaftliches Interesse: das Studium von Missbildungen. Die Stillende nennt er Säugetier. Und überhaupt, alle unvorteilhaften Charaktereigenschaften sind in Katzenberger versammelt. Mit Entzücken steht er nachts auf der Straße und schaut den Leuten durch die Ritzen ihrer Fensterläden zu. Auch seine Tochter mit ihrem Hauptmann beobachtet er auf diese Weise. Aber gegen den „tiefen Ernst der Liebe“ muss sich der Brautvater geschlagen geben.

## Zitat
„Theodas Herz zitterte, aber freudig, … überall klang die Welt zurück, und es wurde ihr zuletzt im Rausche der Nacht, als stehe sie wieder mit ihrem Geliebten an der Felsenwand, an der sich ihr Leben entschieden. Die Dörfer, die Städte, das Erdengetümmel schwanden hin, und nur die Sterne und die Berge blieben der Liebe. Die Welt schien ihnen die Ewigkeit, die Sterne gingen nur auf und keine unter. Endlich stieg der Stern der Liebe wie ein kleiner hellblinkender Mond im Morgen auf, die Morgenröte glühte ihnen entgegen, und die Sonne zog in die Rosen-Glut hinein. Hinter ihnen über den Bergen, wo sie sich gefunden hatten, wölbte sich ein Regenbogen hoch in den Himmel. Und so kamen sie an, eine Seele in die andere gesunken, den Nachtschimmer in den Tages-Glanz ziehend, und ihre Blicke waren traumtrunken. O Schicksal, warum lässest du so wenige deiner Menschen eine solche Nacht, ach nur eine Stunde daraus erleben? Sie würden sie nie vergessen, sie würden mit ihr als mit dem Frühlings-Weiß und Rot die Wüsten des Lebens färben – sie würden zwar weinen und schmachten, aber nicht nach Zukunft, sondern nach Vergangenheit – und sie würden, wenn sie stürben, auch sagen: auch ich war in Arkadien!“

## Form
Das Werk besteht aus drei Bändchen. Der Katzenberger, also die eigentliche Erzählung, steht in 45 Kapiteln (summula, lat. Sümmchen), die der Leser in drei Abteilungen inmitten von zwei Vorreden und elf Werkchen auffindet.
- Erstes Bändchen

Vorrede zum ersten und zweiten Bändchen der ersten Auflage
Vorrede zur zweiten Auflage
Erste Abteilung
Werkchen
- Zweites Bändchen

Zweite Abteilung
Werkchen
- Drittes Bändchen

Dritte Abteilung
Werkchen
Die „verbesserten Werkchen“, die im Titel angekündigt werden und – wie bei Jean Paul gang und gäbe – zusammenhanglos neben der Titelerzählung stehen, sind:
- Huldigungpredigt vor und unter dem Regierantritt der Sonne
- Über Hebels alemannische Gedichte
- Rat zu urdeutschen Taufnamen
- Dr. Fenks Leichenrede auf den höchstseligen Magen
- Über den Tod nach dem Tode; oder der Geburtstag
- Die Kunst, einzuschlafen
- Das Glück, auf dem linken Ohre taub zu sein
- Die Vernichtung
- Wünsche für Luthers Denkmal von Musurus
- Über Charlotte Corday[7]
- Polymeter

## Rezeption
- Heinrich Laube[8] äußert 1834 zu Jean Pauls Werken, „die Form im einzelnen ist ein fortlaufender Schwulst, ein langdarmiger Stil zum Entsetzen“. Den „Katzenberger“ nimmt Laube von dieser pauschal vernichtenden Kritik aus. Paul Nerrlich[9] verurteilt 1889 – mit Goethe als absoluten Maßstab – die durchgängige „Juvenilität“ in Jean Pauls Werken. Auch Nerrlich erwähnt bei seinem Rundumschlag den „Katzenberger“ als rühmliche Ausnahme.
- Günter de Bruyn hebt eine Besonderheit des Werkes hervor – seine „kompositorisch geschlossene Fabel“.[10] Jean Paul parodiere im Katzenberger seine „frühere Gefühlsschwelgerei“.[11] Das Happyend sei „ein kleiner Stilbruch“.[12]
- Nach Hanns-Josef Ortheil sei Nieß „die lächerlichste Figur“ in der Badereise. Katzenberger, der belesene, nüchterne Naturwissenschaftler, verwahre sich „gegen die Höhenflüge übertriebener Poesie“.[13]
- Gert Ueding befindet, Katzenberger fehle jeder Geschmack, und die Gefühle bei Nieß und Theoda seien falsch.[14] Katzenberger in seiner Rationalität ist das Zerrbild des im 19. Jahrhundert aufkommenden Naturwissenschaftlers.[15]
- Gerhard Schulz geht auf Jean Pauls Behandlung des Ekelhaften als Verstärker des Lächerlichen im Zusammenhang mit Lessings Kunsttheorie ein, gibt jedoch zu bedenken: Jean Paul wollte mehr; untersuchte Zusammenhänge „zwischen Häßlich und Schön, Böse und Gut, Leib und Seele, Teufel und Gott, Endlichkeit und Unendlichkeit“.[16]
- Jean Paul kannte Bad Liebenstein und nahm es für Bad Maulbronn.[17]
- Während E.T.A. Hoffmann die Gestalt des Zynikers Katzenberger guthieß, wurde sie von Tieck, Platen und Jacob Grimm missbilligt.[18]
- Schon Robert Minder bemerkt über die Figur des Dr. Katzenberger: „in ihm steckt schon der Typ des Mediziners, der zynisch-jovial Experimente mit ,Menschenmaterial' anstellt.“[19] Ähnlich sieht Michael Zaremba „die übersteigerte Rationalität des Protagonisten in schierem Zynismus [münden], mit dessen fataler Logik sich selbst die Experimente eines KZ-Arztes wie Josef Mengele begründen lassen.“[20]
- Als „ein von innen aus Freigemachter“[21] ist Dr. Katzenberger den Fürsten ebenbürtig und wird so (neben anderen positiven Zügen) von Jean Paul auch mit Sympathie und Hochschätzung gezeichnet. Außerdem hat der Anatom Johann Friedrich Meckel der Jüngere sein Werk De duplicitate monstrosa commentarius (1815)[22] Jean Paul gewidmet, da er sich in der Figur des Dr. Katzenberger selbst gut und witzig getroffen fand.[23]
- Christoph Zeller meint: „Innerhalb des ästhetischen Diskurses sind Katzenbergers ,Mißgeburten', seine ,Monstren', dann als Allegorien der neuen, humoristischen Kunstwerke zu verstehen“, und er kommt zu dem Schluss, diese Geschichte sei „Dichtung über das Dichten“.[24]
- Ähnlich kommt Maximilian Bergengruen zu der Aussage, dass die Missgeburt „als Metapher einer Texttheorie“ gelesen, „die komische Schreibweise repräsentiert. Das tertium comparationis ist das Groteske. Dem visuellen Grotesken der Missgeburt entspricht die groteske Schreibweise des Humoristen.“[25]

## Verfilmung
Gerd Winkler verfilmte den Katzenberger 1978 für das ZDF. Darsteller: Hans Helmut Dickow, Horst Frank, Peter Lakenmacher, Jörg Pleva, Witta Pohl, Alwin Michael Rueffer und Jutta Speidel, Filmmusik: H. E. Erwin Walther.

## Anmerkung
1. ↑  Die Hauptwerke: 1.Thesaurus Haematologiae (Über die Blutmachung), 2. de monstris epistola (Über die Mißgeburten), 3. fasciculus exercitationum in rabiem caninam anatomico-medico-curiosarum (Über die Wasserscheu).